# Shaolintemplet
Shaolintemplet (kinesiska: 少林寺; pinyin: Shàolínsì "Den unga skogens tempel") är ett buddhistiskt tempel i Dengfeng nära staden Zhengzhou, huvudstad i provinsen Henan i centrala Kina. Shaolintemplet är framför allt känt som ursprungshem för shaolin kung fu en av de mest traditionella kung fu-stilarna, och chan-buddhism, en av de största skolorna inom kinesisk och japansk buddhism. Både kampsportsstilen och den buddhistiska skolan har senare spritts till stora delar av världen.

## Historia

### Tidig historia
Enligt Fortsatt Biografier över eminenta munkar (645) av Daoxuan, byggdes det ursprungliga Shaolintemplet år 497 e.Kr. på norra sidan av bergstoppen Shaoshi (varav "shao" i Shaolin) som tillhör Songshan, ett av Kinas heliga berg. Templet byggdes av kejsare Xiaowen, under Norra Weidynastin, åt den indiske munken Bodhidharma, som i trettio år hade förkunnat nikaya-buddhismen i Kina. Kejsaren hade tagit intryck av munkens lära och erbjöd denne en plats hos honom. Munken tackade nej, men ville gärna ha ett stycke mark långt bort från all civilisation.
Yang Xuanzhis Förteckning över Luoyangs buddhisttempel (547), och Li Xians Ming Yitongzhi (明一統志; 1461) innehåller samma berättelse. I Jiaqing Chongxiu Yitongzhi (嘉慶重修一統志; 1843) står det att templet byggdes under det tjugonde året av Tàihé (太和) eran under den Norra Wei-dynastin (dvs. 497 e.Kr.). Templet räknas, trots att det blivit förstört och återuppbyggt åtskilliga gånger, fortfarande som ett av Kinas äldsta buddhisttempel.

### Bodhidharma
Templets mest kände munk är Bodhidharma (c:a 440-536), eller Da Mo som han också kallas på mandarin, den 28:e zen-patriarken, som även han tagit sig från södra Indien (eller Persien) till Kina för att predika sin buddhistiska lära. Kejsaren bestämde sig för att han inte gillade läran, så Bodhidharma tog sin tillflykt till Shaolintemplet. Han hade redan erfarit hur svårt det var att meditera utan att somna och när han kom in i templet såg han att munkarna p.g.a. dåliga fysiska hälsa också hade svårt att meditera. Enligt legenden drog sig Bodhidharma då tillbaka till en grotta för att finna en lösning på problemet (enligt en annan version av berättelsen nekades Bodhidharma tillträde till templet innan han visade sig värdig efter nio års meditation). När han kom tillbaka efter nio år i avskildhet skrev han två verk, vars härkomst dock troligen inte går längre tillbaks än 1600-talet: Yijin jing (Klassikern om förvandling av muskler/vävnad) samt Xisui jing (Klassikern om rening av märgen). Det förstnämnda verket lärde munkarna hur man skaffade sig hälsa och stärkte sina fysiska kroppar. Det andra verket lärde munkarna hur man skulle använda sig av qi (eller ch'i) för att rena benmärgen och sålunda stärka blodet och immunförsvaret, föra energi till hjärnan och slutligen därigenom nå upplysning. Det sistnämnda verket var svårt att förstå, och lärdes endast ut till några få utvalda lärjungar.
Under sina år vid templet införde enligt legenden Bodhidharma inte bara chanbuddhismen och dess karaktäristiska meditationsövningar, utan lärde också ut försvarstekniker (De arton handrörelserna av lohan) som han haft med sig från Indien (dessa tekniker i kombination med verket Yijin jing (se ovan) gav munkarna en enastående fysik). En annan legend säger dessutom att Bodhidharma var först med att införa bruket av te.
Ett flertal av de som sökte sin tillflyktsort till templet var f.d. soldater och generaler. Med åren utvecklade de en rad tekniker som ständigt finslipades. Dessa tekniker fick namnet Shaolin quanfa (eller Chu'an Fa), "Shaolins knytnävsmetod".

### Berömmelse
Templets berömmelse började vid tidig Tangdynasti (618 - 907). Templet var ingalunda fattigt och många försökte ta sig in i templet för att plundra. Detta bidrog till att munkarnas färdigheter i strid ökades ytterligare. Omkring 600 e.Kr. stängdes templet ner i nära trettio år, troligtvis till följd av att munkarna ansågs utgöra en risk. Omkring 650 e.Kr. öppnade ett andra tempel i Fujian, som en tillflyktsort för munkarna under tiden som templet i Henan var ockuperat.

### Hjälp till Li Shiumin och stärkta band med kejsaren
Shaolintemplets stele från 728 beskriver hur shaolinmunkar hjälper den blivande kejsare Li Shimin i sin kamp mot generalen Wang Shichong i fritagandet av Li Shimins son. Legenden berättar hur 13 munkar (eller 113) besegrade 10.000 soldater och befriade sonen. När Li Shimin väl erövrat tronen skänkte kejsaren mark till Shaolintemplet och gav templet titeln "Det första templet". När Li Shimins son, sedan blev kejsare så stärktes banden ytterligare mellan tronen och Shaolintemplet. Exempelvis fick högt uppsatta militärer då stridsträning av munkarna. Denna träning utvecklades till Shaolins 72 nävar, som senare utökades till 140. Även Shaolins fem djurstilar, tiger, orm, drake, leopard och trana, tillkom under denna tid.
Shaolinmunkarna började nu ge sig iväg ut för att lära ut sina tekniker till andra och söka ny kunskap själva. En av dessa munkar hette Chueh Yuan. Han var från början adelsman, men hade sökt sig till templet för att vinna frid och visdom. Chueh Yuan bevittnade en dag hur en bandit försökte sparka ner en bonde utan att lyckas. Bonden tvingade istället ned banditen med en teknik som Chueh Yuen aldrig tidigare sett. Chueh Yuen frågade var bonden lärt sig tekniken, och fick då följa med till en åldersman Pai Yu-Fang. Pai Yu-Fang blev så övertalad att följa med till templet, vilket han gjorde. Detta ledde till Shaolins Chi Na-tekniker (grepptekniker).

### Shaolin under Mingdynastin
Shaolintemplet nådde sin höjdpunkt under Mingdynastin (1368–1644), då flera hundra shaolinmunkar fick militär status och ledde egna kampanjer mot rebeller och japanska banditer. I mitten av 1600-talet invaderades Kina av manchuerna, som grundade Qingdynastin. Många Ming-soldater tog sin tillflykt till templet, vilket ledde till att det brändes ner och de munkar som inte flydde dödades. De munkar som undkom begav sig antingen iväg till andra asiatiska länder eller var med i bildandet av Triaderna. Triaderna kämpade mot invasionsregimen i alla år. Inte förrän i början av 1800-talet öppnade Shaolintemplet igen, men det var då förbjudet att utöva stridskonst där (det blev senare belagt med dödsstraff). Hoppet om att återinställa Mingdynastin fanns emellertid kvar hos munkarna, vilket ledde till en stor strid där munkarna mötte moderna vapen och förlorade.

### Branden till idag
1928 satte krigsherre Shi Yousan eld på templet, vilket resulterade i att många ovärderliga dokument gick förlorade, samt Shaolintemplets berömda stele. Under Kulturrevolutionen 1966-76 tömdes Shaolintemplet på munkar och buddhistiskt material, så att det stod kalt i många år.
Inte förrän efter publiksuccén med Jet Lis film The Shaolin Temple 1982, började templet byggas upp igen och Shaolin gjordes till en officiell turistort av den kinesiska regeringen. Stridskonstutövare från hela världen ger idag donationer för att templet skall fortsätta finnas kvar.
En Dharmasammankomst hölls den 19-20 augusti 1999 vid tillsättandet av buddhistmästaren Shi Yongxin som abbot för Shaolintemplet. Han är den trettonde efterföljaren till abboten Xue Ting Fu Yu.